# Silvia Adriana Țicău

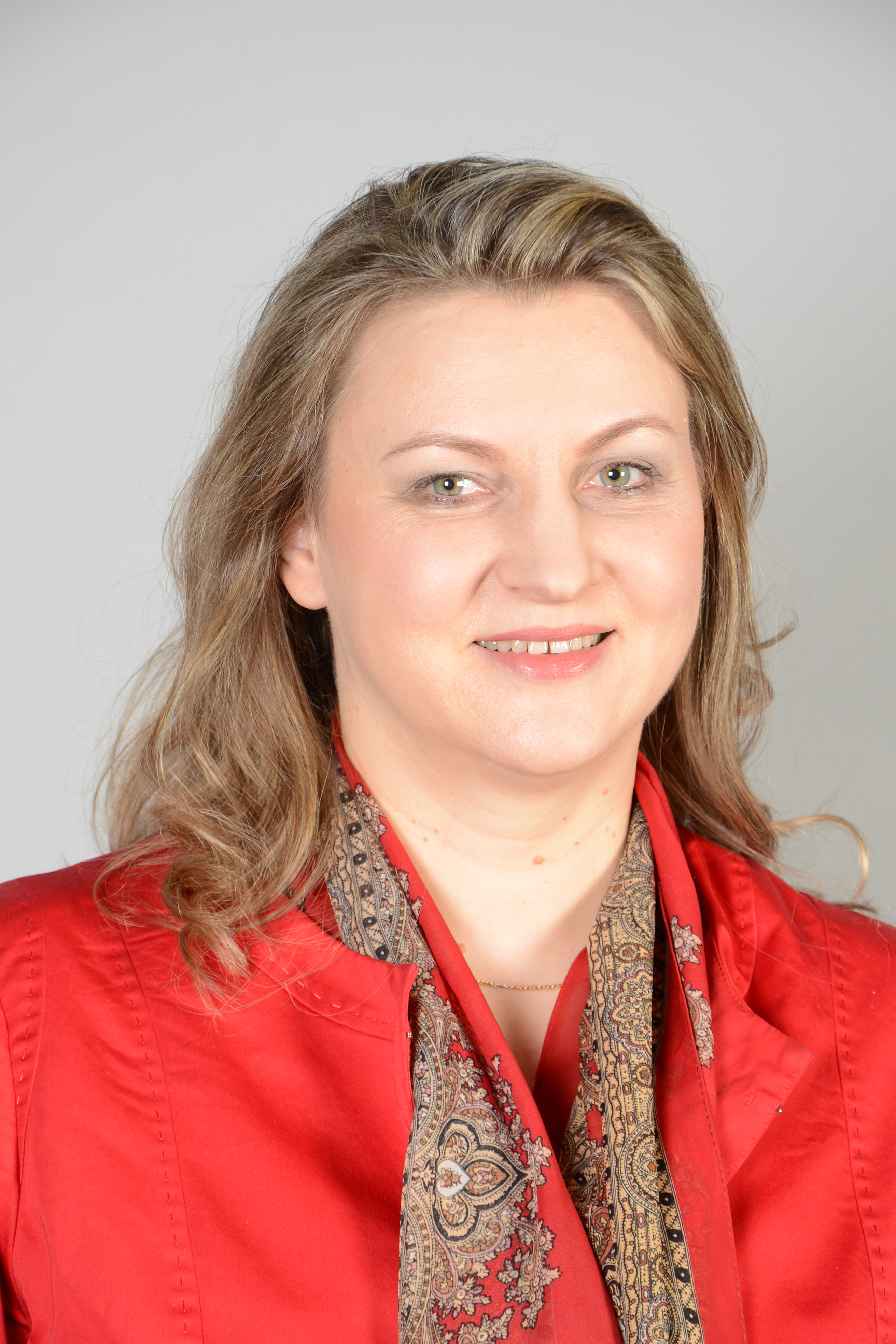
Silvia Adriana Țicău

Silvia Adriana Țicău, född 14 november 1970 i Galați, är en rumänsk politiker och ledamot i Europaparlamentet. 
Hon är medlem i Socialdemokratiska partiet i Rumänien, vilket ingår i Europeiska socialdemokratiska partiet i Europaparlamentet. Hon var ledamot i det rumänska parlamentets första kammare 2004-08, och blev ledamot av Europaparlamentet 1 januari 2007, då Rumänien blev medlem i Europeiska unionen.